# Schweizer Meisterschaften im Biathlon 2022
Die Schweizer Meisterschaften im Biathlon 2022 fanden am 2. und 3. April 2022 in der Biathlonarena Realp in Realp statt. Sowohl für Männer als auch für Frauen wurden Wettkämpfe im Sprint und im Massenstart ausgetragen. Die Titelkämpfe bildeten den Saisonabschluss des Swiss Biathlon Cups. Benjamin Weger, Eligius Tambornino und Nico Salutt bestritten im Rahmen der Wettbewerbe ihre letzten Profirennen als Biathlet, Mario Dolder hingegen gab im Massenstart ein kurzes Comeback.

## Männer

### Massenstart 15 km

#### Senioren
| \| Platz \| Starter \| Verein \| Zeit \| Schiessfehler \| \| ----- \| ------------------ \| ----------------- \| ------- \| ------------- \| \| 1 \| Benjamin Weger \| SC Obergoms \| 42:59,9 \| 2+1+2+0 \| \| 1 \| Jeremy Finello \| SC Obergoms \| 42:59,9 \| 1+1+1+1 \| \| 3 \| Eligius Tambornino \| Club da skis Trun \| 44:43,1 \| 1+0+2+1 \| | Datum: 2. April 2022 |                   |         |               |
| Platz | Starter              | Verein            | Zeit    | Schiessfehler |
| 1 | Benjamin Weger       | SC Obergoms       | 42:59,9 | 2+1+2+0       |
| 1 | Jeremy Finello       | SC Obergoms       | 42:59,9 | 1+1+1+1       |
| 3 | Eligius Tambornino   | Club da skis Trun | 44:43,1 | 1+0+2+1       |

#### Junioren
| Platz | Starter          | Verein             | Zeit    | Schiessfehler |
| ----- | ---------------- | ------------------ | ------- | ------------- |
| 1     | Valentin Dauphin | SC de Bex          | 45:28,4 | 5+2+2+2       |
| 2     | Simon Zberg      | SC Schwendi-Langis | 47:33,9 | 1+3+1+3       |
| 3     | Samuel Crenier   | SC Elsenborn       | 48:49,3 | 2+0+1+3       |

#### Jugend (2003 und jünger)
| Platz | Starter           | Verein             | Zeit    | Schiessfehler |
| ----- | ----------------- | ------------------ | ------- | ------------- |
| 1     | Noé In-Albon      | SC Ibach           | 43:05,1 | 2+0+2+3       |
| 2     | Remo Burch        | SC Schwendi-Langis | 44:06,7 | 0+3+2+1       |
| 3     | Silvano Demarmels | Bual Lantsch/Lenz  | 44:18,6 | 2+1+3+2       |

#### Offener Wettbewerb
| Platz | Starter         | Verein         | Zeit    | Schiessfehler |
| ----- | --------------- | -------------- | ------- | ------------- |
| 1     | Thomas Arregger | SSC Toggenburg | 53:00,0 | 3+2+1+2       |
| DNF   | Lothar Mock     | SSC Toggenburg | –       | –             |

### Sprint 10 km

#### Senioren
| \| Platz \| Starter \| Verein \| Zeit \| Schiessfehler \| \| ----- \| ------------------ \| ----------------- \| ------- \| ------------- \| \| 1 \| Benjamin Weger \| SC Obergoms \| 24:45,1 \| 0+1 \| \| 2 \| Eligius Tambornino \| Club da skis Trun \| 25:01,2 \| 0+1 \| \| 3 \| Joscha Burkhalter \| SC Zweisimmen \| 25:12,0 \| 0+0 \| | Datum: 3. April 2022 |                   |         |               |
| Platz | Starter              | Verein            | Zeit    | Schiessfehler |
| 1 | Benjamin Weger       | SC Obergoms       | 24:45,1 | 0+1           |
| 2 | Eligius Tambornino   | Club da skis Trun | 25:01,2 | 0+1           |
| 3 | Joscha Burkhalter    | SC Zweisimmen     | 25:12,0 | 0+0           |

#### Junioren
| Platz | Starter          | Verein             | Zeit    | Schiessfehler |
| ----- | ---------------- | ------------------ | ------- | ------------- |
| 1     | Valentin Dauphin | SC de Bex          | 26:49,1 | 0+1           |
| 2     | Simon Zberg      | SC Schwendi-Langis | 29:57,5 | 2+2           |
| 3     | Samuel Crenier   | SC Elsenborn       | 32:26,8 | 3+2           |

#### Jugend (2003 und jünger)
| Platz | Starter       | Verein             | Zeit    | Schiessfehler |
| ----- | ------------- | ------------------ | ------- | ------------- |
| 1     | Noé In-Albon  | SC Ibach           | 21:23,0 | 1+3           |
| 2     | François Mars | Nordic Engelberg   | 21:24,4 | 0+1           |
| 3     | Remo Burch    | SC Schwendi-Langis | 21:29,1 | 0+1           |

#### Offener Wettbewerb
| Platz | Starter         | Verein         | Zeit    | Schiessfehler |
| ----- | --------------- | -------------- | ------- | ------------- |
| 1     | Thomas Arregger | SSC Toggenburg | 23:27,0 | 4+3           |
| 2     | Lothar Mock     | SSC Toggenburg | 23:47,5 | 3+4           |

## Frauen

### Massenstart 12,5 km

#### Seniorinnen
| \| Platz \| Starter \| Verein \| Zeit \| Schiessfehler \| \| ----- \| -------------- \| ---------------- \| ------- \| ------------- \| \| 1 \| Susanna Meinen \| SC Zweisimmen \| 46:31,8 \| 0+2+2+0 \| \| 2 \| Lena Häcki \| Nordic Engelberg \| 48:09,8 \| 2+2+2+2 \| \| 3 \| Flurina Volken \| SC Obergoms \| 48:51,4 \| 1+0+1+2 \| | Datum: 2. April 2022 |                  |         |               |
| Platz | Starter              | Verein           | Zeit    | Schiessfehler |
| 1 | Susanna Meinen       | SC Zweisimmen    | 46:31,8 | 0+2+2+0       |
| 2 | Lena Häcki           | Nordic Engelberg | 48:09,8 | 2+2+2+2       |
| 3 | Flurina Volken       | SC Obergoms      | 48:51,4 | 1+0+1+2       |

#### Juniorinnen
| Platz | Starter       | Verein                | Zeit    | Schiessfehler |
| ----- | ------------- | --------------------- | ------- | ------------- |
| 1     | Seraina König | SSC Riehen            | 38:03,3 | 3+1+2+0       |
| 2     | Sara Gerber   | SC am Bachtel         | 42:08,5 | 2+1+2+2       |
| 3     | Alessia Nager | SC Gotthard-Andermatt | 43:03,0 | 2+2+3+3       |

#### Jugend (2003 und jünger)
| Platz | Starter               | Verein           | Zeit    | Schiessfehler |
| ----- | --------------------- | ---------------- | ------- | ------------- |
| 1     | Alessia Laager        | Piz Ot Samedan   | 36:15,6 | 0+0+0+0       |
| 2     | Chiara Arnet          | Nordic Engelberg | 36:35,2 | 0+0+1+0       |
| 3     | Marlène Sophie Perren | SC Davos         | 38:33,2 | 0+1+1+1       |

### Sprint 7,5 km

#### Seniorinnen
| \| Platz \| Starter \| Verein \| Zeit \| Schiessfehler \| \| ----- \| ----------------- \| ------------------ \| ------- \| ------------- \| \| 1 \| Lena Häcki \| Nordic Engelberg \| 21:43,2 \| 1+0 \| \| 2 \| Flavia Barmettler \| SC Schwendi-Langis \| 24:09,5 \| 1+1 \| \| 3 \| Susanna Meinen \| SC Zweisimmen \| 24:13,8 \| 1+4 \| | Datum: 3. April 2022 |                    |         |               |
| Platz | Starter              | Verein             | Zeit    | Schiessfehler |
| 1 | Lena Häcki           | Nordic Engelberg   | 21:43,2 | 1+0           |
| 2 | Flavia Barmettler    | SC Schwendi-Langis | 24:09,5 | 1+1           |
| 3 | Susanna Meinen       | SC Zweisimmen      | 24:13,8 | 1+4           |

#### Juniorinnen
| Platz | Starter       | Verein                | Zeit    | Schiessfehler |
| ----- | ------------- | --------------------- | ------- | ------------- |
| 1     | Seraina König | SSC Riehen            | 24:22,3 | 1+2           |
| 2     | Alessia Nager | SC Gotthard-Andermatt | 24:31,0 | 0+0           |
| 3     | Sara Gerber   | SC am Bachtel         | 25:58,2 | 0+2           |

#### Jugend (2003 und jünger)
| Platz | Starter        | Verein             | Zeit    | Schiessfehler |
| ----- | -------------- | ------------------ | ------- | ------------- |
| 1     | Alessia Laager | Piz Ot Samedan     | 20:36,1 | 0+0           |
| 2     | Chiara Arnet   | Nordic Engelberg   | 21:54,9 | 2+0           |
| 3     | Ronja Rietveld | SC Schwendi-Langis | 22:34,0 | 2+1           |